# Grotte de Rancogne
La grotte de Rancogne, ou parfois au pluriel grottes,  est une cavité souterraine naturelle de France, à plusieurs entrées, située sur l'ancienne commune de Rancogne, au sud de La Rochefoucauld et à l'est d'Angoulême, en Charente, région Nouvelle-Aquitaine.
C'est un site du réseau Natura 2000 ; l'un des plus importants en France pour l'habitat des chiroptères.

## Historique
Cette grotte s'est formée au cours du temps par dissolution des calcaires jurassiques ; elle appartient au réseau du karst de La Rochefoucauld. 
La Tardoire, qui traverse la commune, a déjà perdu à ce moment une partie de ses eaux qui se sont engouffrées dans le karst, créant un ensemble d'excavations signalées par le père Chabenat en 1784, puis explorées en 1822 par Pierre Despignat. 

## Description
Surplombée d'un bois de chênes et près de la Tardoire, la grotte de Rancogne est accessible par six entrées. Elle présente plus de 2 000 mètres de linéaire de galeries, dont les chauves-souris exploitent trois zones pour l'hivernage et la reproduction.
Suivant les récits de l'époque des explorations, au XIXe siècle (cf. supra), un étroit passage mène à une première salle de 14 mètres sur 30 mètres ; des échelles sont nécessaires pour atteindre les galeries supérieures et une salle nommée le « tombeau d'Abel ».
Toutes les salles présentent des stalactites, des stalagmites, des colonnes et des lames sonores dénommées « piano de Rancogne ».

## Accès
La grotte de Rancogne est située sur la commune de Rancogne, au sud de La Rochefoucauld et à l'est d'Angoulême, en Charente.
Le village surplombe la Tardoire, un sous-affluent de la Charente.
La grotte est accessible par six entrées, sous un bois de chênes et proches de la Tardoire. Ces entrées se trouvent sur une propriété privée ; la visite en est interdite sans autorisation spéciale,  afin de ne pas perturber les colonies de chauve-souris notamment en période d'hivernage et de reproduction.

Quatre des six entrées de la grotte
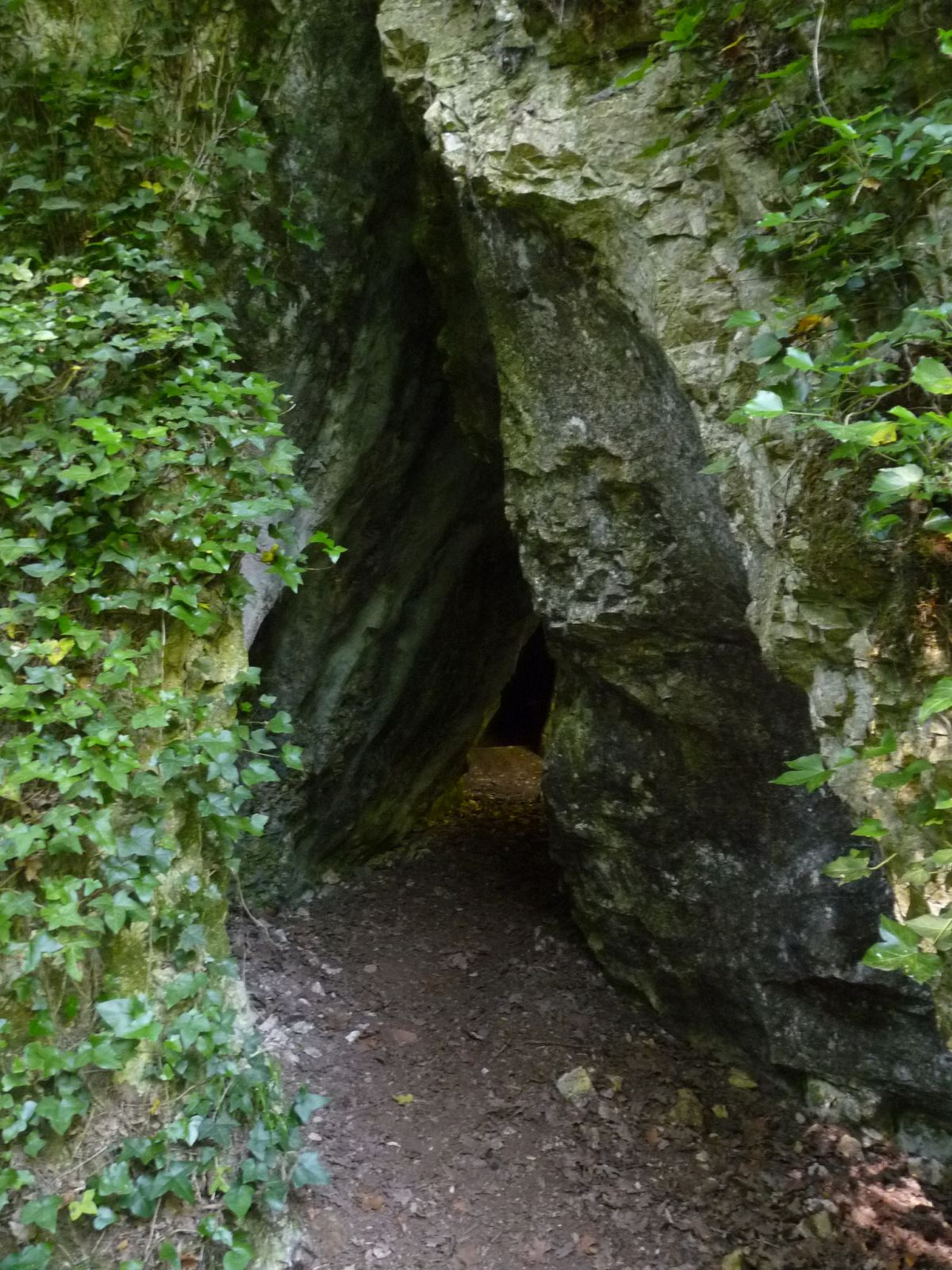
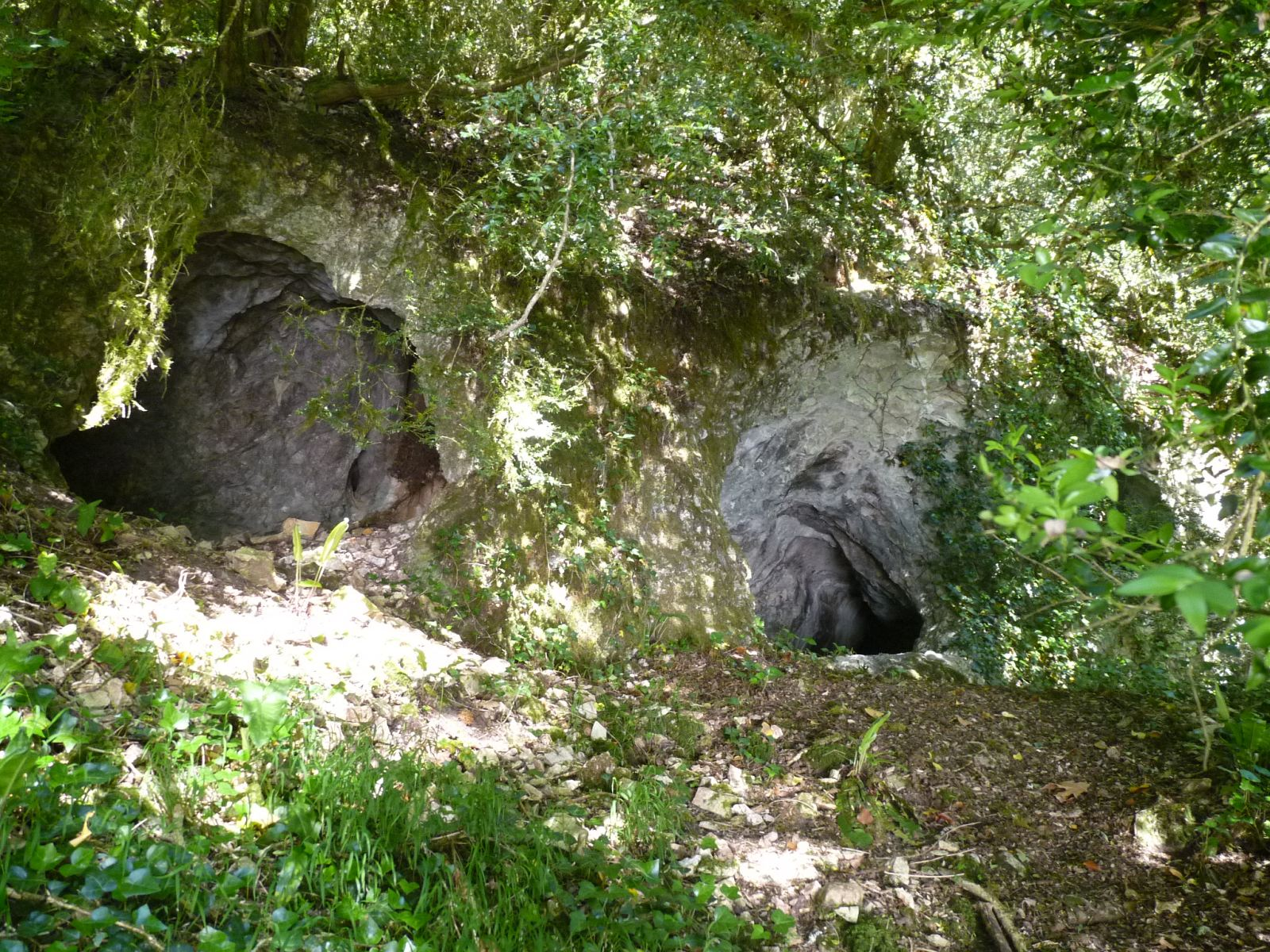
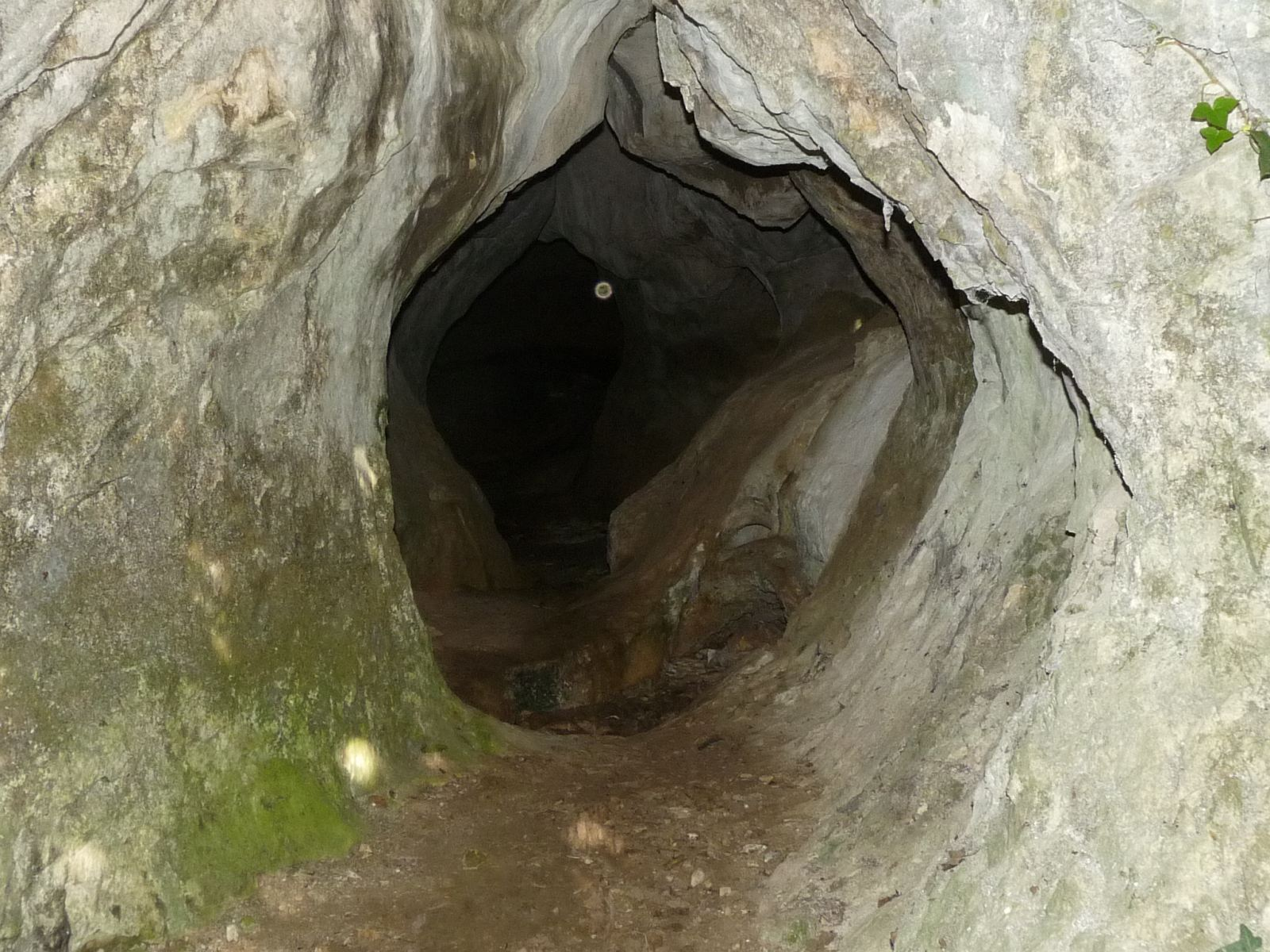

## Protection
Le site n'est pas ouvert à la visite spéléologique ni au tourisme ; la tranquillité des chiroptères est ainsi assurée.
Le site Natura 2000 Grotte de Rancogne fait partie de la liste nationale française des sites soumis à la formation du réseau Natura 2000 et y a été intégré sous le numéro FR5400407, en avril 2002,.
L'opérateur et animateur est la LPO.
Le DOCOB (document d'objectif) a été validé par le comité de pilotage le 19 novembre 2001 et la structure animatrice a été mise en place de le 8 avril 2003. Enfin, l'arrêté du 9 août 2006 confirme le site en zone spéciale de conservation (ZSC).

## Habitat de chiroptères

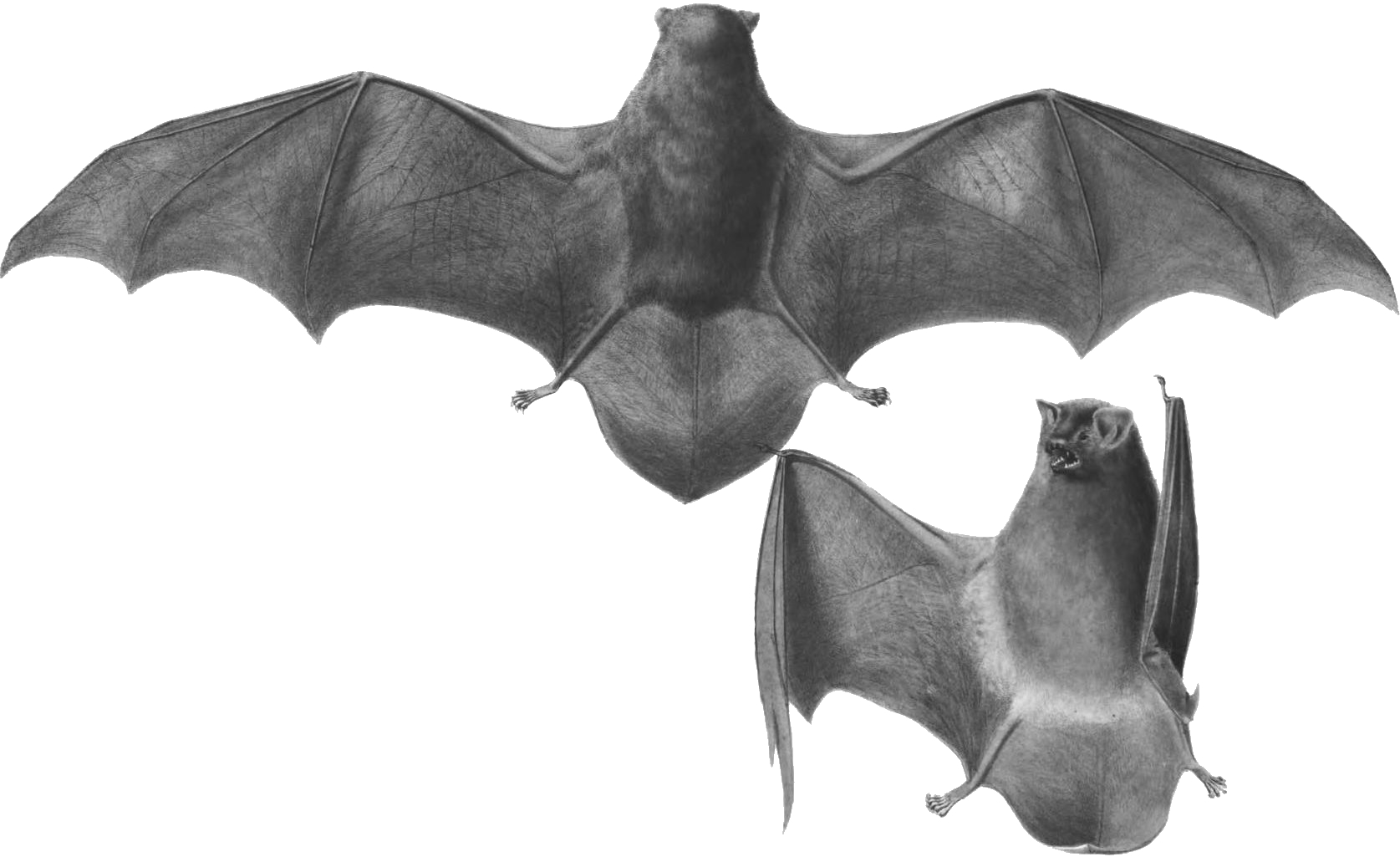
Le Minioptère de Schreibers.

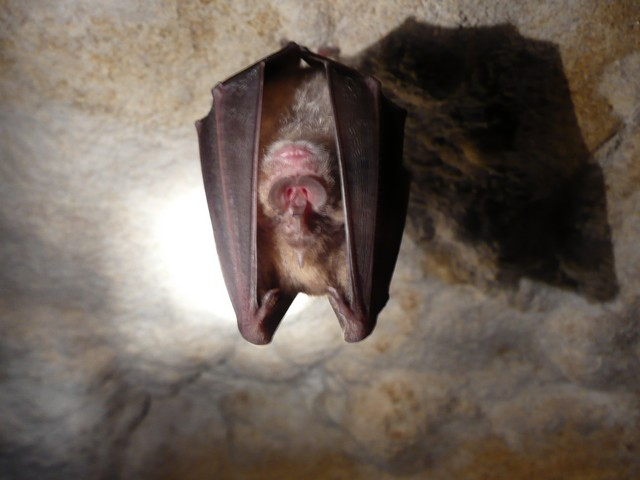
Le Grand rhinolophe.

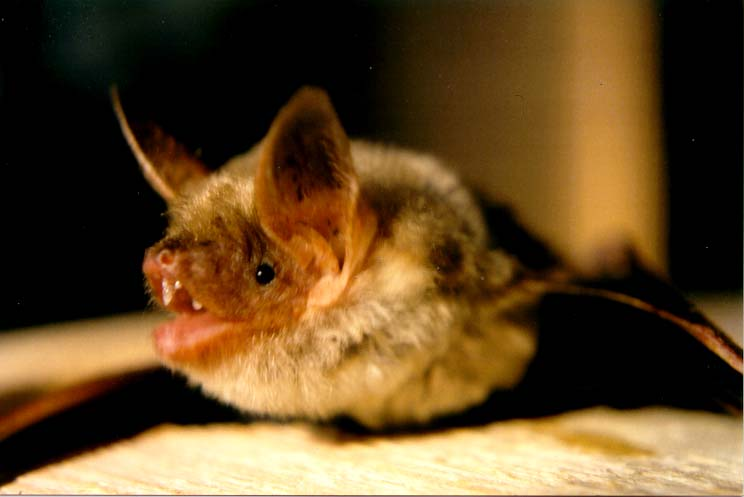
Le Grand murin.

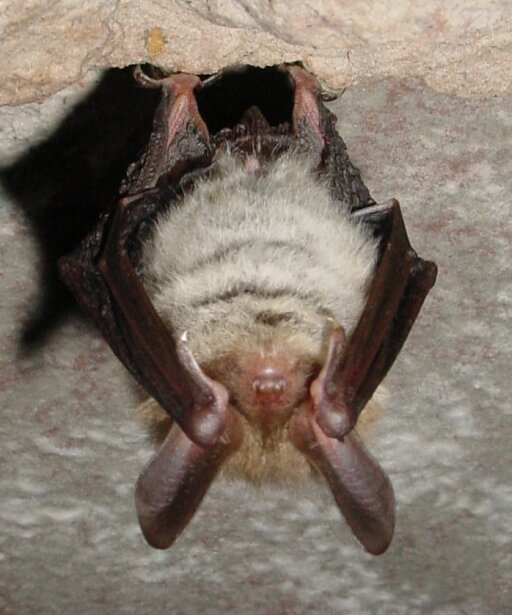
Le Vespertilion de Bechstein.

Ce type de grotte se caractérise par une température stable, une hygrométrie assez élevée, en l'absence de lumière et de courant d'air.
C'est l'ensemble de ces caractères qui convient aux chiroptères en hibernation.

### Espèces d'intérêt communautaire
Les chauves-souris qui hivernent dans la grotte de Rancogne sont plus de 20 000 individus, effectif très important constitué aux trois quarts de Minioptère de Schreibers.
Minioptère de Schreibers (Miniopterus schreibersi), espèce la plus représentée y est à la fois résidente, hivernante et s'y reproduit. Pour elle, le site est considéré A, remarquable (avec présence de plus de 15 % de la population connue en France).
C'est également un site considéré comme remarquable (A) pour le Grand Rhinolophe (Rhinolophus ferrumequinum) résident et hivernant mais aussi présent en étape migratoire et en gite de reproduction. 
Pour le Grand Murin (Myotis myotis) c'est un site important, classé B (présence de 2 % à 15 % de la population connue en France). Là aussi, l'espèce est résidente, hivernante, présente en étape migratoire et en gite de reproduction.
Pour le Rhinolophe euryale (Rhinolophus euryale), espèce elle aussi résidente, hivernante, présente en étape migratoire et en gite de reproduction, le site est classé d'importance C avec moins de 2 % de la population connue en France.
Sont aussi résidents et hivernants sans que le site présente pour eux une importance significative, la Barbastelle (Barbastella barbastellus), le Vespertilion à oreilles échancrées (Myotis emarginatus) et le Vespertilion de Bechstein (Myotis bechsteini).

### Sensibilisation
Une exposition a eu lieu début 2007 à Rancogne pour rappeler que toutes les espèces de chauves-souris sont protégées sur le territoire français et sensibiliser la population. 
En effet, beaucoup ignorent, d'une part que les chauves-souris sont exclusivement insectivores, d'autre part que des colonies peuvent être détruites par une intervention intempestive dans les gîtes de reproduction et d'hibernation que sont les greniers, les grottes, les caves, les fissures, les cavités d'arbres morts.